# Faculta
Faculta is een geslacht van vlinders van de familie tastermotten (Gelechiidae).

## Soorten
- F. inaequalis (Busck, 1909)
- F. triangulella (Busck, 1907)